# Nothomastix obliquifascialis
Nothomastix obliquifascialis is een vlinder uit de familie van de grasmotten (Crambidae), uit de onderfamilie van de Spilomelinae. De wetenschappelijke naam van deze soort is voor het eerst voorgesteld als Sylepta obliquifascialis door George Francis Hampson in een publicatie uit 1896.
De soort komt voor in Myanmar.